# Сан-Мігель-де-Салінас
Сан-Мігель-де-Салінас (ісп. San Miguel de Salinas) — муніципалітет в Іспанії, у складі автономної спільноти Валенсія, у провінції Аліканте. Населення — 6659 осіб (2022).

## Географія
Муніципалітет розташований на відстані близько 370 км на південний схід від Мадрида, 48 км на південний захід від Аліканте.

## Демографія
Динаміка населення (INE ):

## Галерея зображень

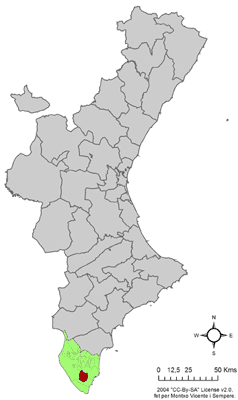
Розташування муніципалітету Сан-Мігель-де-Салінас у автономній спільноті Валенсія
Розташування муніципалітету Сан-Мігель-де-Салінас у комарці Вега-Баха-дель-Сегура